# Gaius Cornelius Gallus
Gaius Cornelius Gallus (asi 69 př. n. l. Forum Julii – 26 př. n. l.) byl římský politik, vojevůdce a básník.

## Život
Narodil se v chudé rodině ve městě Forum Julii (dnešní Fréjus). V mládí se přestěhoval do Říma, kde studoval u stejného učitele jako Vergilius a Lucius Varius Rufus. Gallus později pomohl Vergiliovi při záchraně jeho statku v okolí Mantovy, za což se mu Vergilius odvděčil jednou ze svých básní (ekloga 10).
Během občanské války se Gallus přiklonil na stranu pozdějšího císaře Augusta a bojoval v roce 30 před n. l. v Egyptě proti Marcovi Antoniovi. Za odměnu mu po vítězství nad svým protivníkem přiřkl Augustus správu nad Egyptem, Gallus se stal jeho prvním prefektem. Roku 29 před n. l. potlačil vzpouru v Thébách. Později upadl Gallus u císaře pro nevděčné a zlomyslné počínání v nemilost a byl odsouzen k vyhnanství a ztrátě majetku. V roce 26 před n. l. byl po udání žalobců a usnesením senátu donucen spáchat sebevraždu.

## Dílo
Napsal čtyři knihy milostných elegií adresovaných ženě jménem Lycoris (šlo o známou herečku s pseudonymem Cytheria). Gallovým velkým vzorem byl helénistický básník Euforión z Chalkidy, autor řeckých milostných elegií. Je možné, že Gallus některé Euforiónovy básně sám přeložil do latiny.
Až donedávna byl z celého Gallova díla znám pouze jediný pentameter, uno tellures dividit amne duas, o skythské řece Hypanis. Až v roce 1979 objev papyru v Qasri Ibrimuzu v Egyptě odhalil asi deset Gallových veršů (i když se objevují i pochybnosti o jejich autentičnosti). Fragmenty čtyř básni vydaných pod Gallovým jménem v roce 1590 Aldem Manutiem jsou dnes považovány za podvrh.